# Omlagring
Omlagring är en grundläggande reaktionstyp inom den organiska kemin. Vid en omlagring byter en eller flera grupper i molekylen plats vilket leder till att en strukturisomer bildas. Dessa reaktioner leder alltså ej till avspjälkning eller upptag av andra atomer eller molekyler. Ofta rör sig substituent från en atom till en annan atom i samma molekyl, därför är dessa reaktioner vanligtvis intramolekylära. I exemplet nedan flyttar substituenten R från kolatom 1 till kolatom 2:
{\displaystyle {-}{\underset {| \atop \displaystyle \color {Blue}{\ce {R}}}{{\ce {C}}}}{\ce {-C-C{-}-> {-C-}}}{\underset {| \atop \displaystyle \color {Blue}{\ce {R}}}{{\ce {C}}}}{\ce {-C}}{-}}
Intermolekylära omlagringar sker också.
En omlagring är inte väl representerat av enkla och diskreta elektronöverföringar (representerade av böjda pilar i texter om organisk kemi). Den faktiska mekanismen för att alkylgrupper rör sig, som i Wagner-Meerwein omlagring, utgörs förmodligen av överföring av den rörliga alkylgruppen flytande längs en bindning, inte jonbindningsbrytning och bildande. I pericykliska reaktioner ger förklaring med omloppsreaktioner en bättre bild än enkla diskreta elektronöverföringar. Det är ändå möjligt att rita de böjda pilarna för en sekvens av diskreta elektronöverföringar som ger samma resultat som en omlagringsreaktion, även om dessa inte nödvändigtvis är realistiska. I allylisk omlagring, är reaktionen reellt jonisk.
Tre viktiga omlagringsreaktioner är 1,2-omlagringar, pericykliska reaktioner och olefinmetates.

## 1,2-omlagring
En 1,2-omlagring är en organisk reaktion där en substituent rör sig från en atom till en annan atom i en kemisk förening. I ett 1,2-skift berör rörelsen två intilliggande atomer men förflyttningar över större avstånd är möjliga. Skelettisomerisering påträffas normalt inte i laboratoriet, men är grunden för stora tillämpningar i oljeraffinaderier. I allmänhet omvandlas rakkedjiga alkaner till grenade isomerer genom upphettning i närvaro av en katalysator. Exempel är isomerisering av n-butan till isobutan och pentan till isopentan. Mycket grenade alkaner har gynnsamma förbränningsegenskaper för förbränningsmotorer.
Ytterligare exempel är Wagner-Meerwein-omarrangemanget:
och Beckmann-omlagring, som är relevant för tillverkningen av viss nylon:

## Pericykliska reaktioner
En pericyklisk reaktion är en typ av reaktion med framställning och brytning av flera kol-kolbindningar där molekylens övergångstillstånd har en cyklisk geometri och reaktionen fortskrider på ett samordnat sätt. Exempel är hydridskift

och Claisen-omläggningen:

## Olefinmetates
Olefinmetates är ett formellt utbyte av alkylidenfragmenten i två alkener. Det är en katalytisk reaktion med karben, eller mer exakt, övergångsmetallkarbenkomplexmellanprodukter.
I detta exempel (etenolys), bildar ett par vinylföreningar en ny symmetrisk alken med utdrivning av eten.